# 13 del Cranc
|  | No s'ha de confondre amb Psi2 Cancri. |

13 del Cranc (13 Cancri) és una estrella gegant de tipus K a la constel·lació del Cranc. Té una magnitud aparent de 6,41 i s'hi troba a aproximadament 970 anys llum de la Terra.
La seva designació és inusual ja que és una de les poques estrelles que tenen una designació Bayer i no s'hi troben al Catàleg de les estrelles brillants, encara que la denominació ψ¹ del Cranc (ψ¹ Cancri) poques vegades s'utilitza. És una de les poques estrelles amb la designació de Flamsteed que no apareixen al Catàleg de les estrelles brillants.
]